# O Eleito
O Eleito (em alemão: Der Erwählte) é um romance alemão escrito por Thomas Mann. Publicado em 1951, é baseado no épico medieval em versos Gregorius, escrito pelo minnesinger alemão Hartmann von Aue (c. 1165–1210). O livro explora um tema que fascinou Thomas Mann até o fim de sua vida – as origens do mal e sua conexão com a magia. Aqui, Mann utiliza uma lenda medieval sobre "a extrema misericórdia de Deus e o nascimento do bem-aventurado Papa Gregório", assim como utilizou o relato bíblico de José como base para José e Seus Irmãos, iluminando com sua sensibilidade irônica a noção de pecado original e a transcendência do mal.
O romance centra-se no personagem-título, que foi concebido em um incesto entre irmãos, casa-se com a própria mãe e, após um longo período de penitência, torna-se papa pela graça de Deus.

## Origem
De acordo com o diário de Mann, o romance foi escrito entre 21 de janeiro de 1948 e 26 de outubro de 1950. Ele já havia feito da lenda de Gregório o tema de um espetáculo de marionetes do protagonista de sua obra anterior, Doutor Fausto. Na época, ele o baseou na história Da Graça Milagrosa de Deus e do Nascimento do Beato Papa Gregório, que está incluída na coleção de exemplos do final da Idade Média, a Gesta Romanorum. Para o novo romance, ele usou a tradução de Marga Bauer do alto-alemão médio de Hartmann.
O Eleito é o romance mais curto de Mann. Originalmente, pretendia ser uma novela, mas o material o conquistou. Em 1947, Mann observou que, após o tema sério de Doutor Fausto, ele se preocupava "em confortar as pessoas — e animá-las — na situação mundial mais sombria".

## Enredo

### Wiligis e Sibila
A história começa em Roma, com o monge Clemente anunciando o toque dos sinos por toda a cidade. Clemente, movido pelo "espírito de contar histórias" (termo frequentemente usado nas obras posteriores de Mann), apresenta ao leitor os eventos que levaram ao toque dos sinos, ou seja, a chegada de Gregório a Roma e sua coroação como Papa.
Em Flandres, o duque Grimald, viúvo há dezessete anos, pressiona sua filha Sibila a se casar para forjar uma aliança com um rei vizinho. Sibila, atraída apenas por seu irmão Wiligis, rejeita os desejos do duque. Após a morte do duque, irmão e irmã tornam-se amantes, e Sibila descobre que está grávida do irmão.
Considerando o suicídio por vergonha do que fizeram, os irmãos recorrem ao seu leal conselheiro, o cavaleiro Eisengrein, que sugere que Wiligis participe da Cruzada como forma de expiar seus pecados. Após o nascimento do filho do casal, ele sugere que o deixem à deriva em um barril lacrado. Embora a princípio desconfiem do conselho de Eisengrein, Sibila e Wiligis percebem que não há mais nada a fazer. Wiligis parte e é morto antes mesmo de chegar a Massilia (atual Marselha). Sibila entrega seu recém-nascido ao Mar do Norte, onde ela supõe que ele perecerá.

### O jovem Gregório na ilha
O barril com a criança é encontrado por dois pescadores no Canal da Mancha, e estes dois levam o barril, a criança e uma tábua que Sibila colocou dentro do barril para a ilha onde vivem. Ao retornarem, os dois pescadores são interceptados por Gregório, o abade do mosteiro Agonia Dei. Gregório lê a tábua e compreende a importância da criança. Ele então decide pagar a um dos pescadores uma quantia fixa todos os meses se este criar a criança como se fosse sua. O pescador, espantado com a bela quantia que o padre está oferecendo, aceita a proposta.
Anos mais tarde, o bebê cresceu e se tornou um jovem. Por carinho, o Abade o batizou de Gregório, e tudo indica que o jovem se juntará ao mosteiro e permanecerá entre os irmãos pelo resto da vida. Infelizmente, o jovem Gregório se envolve em uma briga com seu irmão adotivo, e é nesse momento que ele descobre o segredo de suas origens, que até então lhe eram ocultadas. O Abade leva o jovem Gregório para sua cela e lhe mostra a placa do barril, e o jovem descobre que sua mãe e seu pai também eram irmãos. Atordoado com a revelação, o jovem Gregório resolve procurar seus pais para aliviar o sofrimento que ele supõe que eles devem estar sentindo.

### No continente
Gregório parte para o continente com a bênção do Abade e, mais tarde, torna-se o campeão da cidade de sua mãe na "Guerra do Cortejo", que se seguiu à decisão de um pretendente rejeitado pelo afeto de sua mãe de recorrer à força militar. Gregório derrota o pretendente e (sem que ele saiba) toma a mão de sua mãe em casamento. Após o casamento, os dois têm duas filhas.
Vários anos depois, a mãe de Gregório descobre a placa, ainda em sua posse, e descobre que se casou e teve filhos com seu próprio filho. Consternados com a constatação do que fizeram, Gregório e Sibila decidem adotar uma vida de severa penitência como forma de expiar sua culpa. Gregório se torna um eremita, vivendo em uma rocha no meio de um lago. Sibila dedica sua vida ao cuidado dos leprosos e se recusa a batizar sua segunda filha.

### Arrependimento e o Papado
Dezessete anos se passam. Em uma disputa pela sucessão, Roma se encontra sem um Papa. Nesse momento, dois bispos são visitados por uma visão de um cordeiro sangrando, que os instrui sobre onde procurar o próximo Papa. Os dois bispos partem imediatamente em busca de Gregório. Após uma longa jornada, encontram-no, encolhido ao tamanho de um ouriço, vivendo na rocha no meio do lago. Em seguida, o levam de volta à margem, e ele é milagrosamente restaurado ao Gregório de dezessete anos atrás.
Com a chegada de Gregório a Roma, os sinos da cidade soaram por conta própria, anunciando a presença do próximo Santo Pontífice Romano. Gregório tornou-se um dos papas mais sábios da história e é considerado por toda a cristandade como o salvador da fé.
O livro termina com um encontro entre Gregório e sua mãe. Sibila, sem saber que o Papa Gregório é seu filho, vai a Roma para confessar sua vida pecaminosa e pedir perdão. Gregório, reconhecendo-a instantaneamente, oferece esse perdão livremente. Mãe/esposa e filho/marido perdoam-se mutuamente, e Gregório encontra um lugar para sua mãe e uma de suas irmãs na Igreja.
O livro termina com um encontro entre Gregório e sua mãe. Sibila, sem saber que o Papa Gregório é seu filho, vai a Roma para confessar sua vida pecaminosa e pedir perdão. Gregório, reconhecendo-a instantaneamente, oferece esse perdão livremente. Mãe/esposa e filho/marido perdoam-se mutuamente, e Gregório encontra um lugar para sua mãe e uma de suas irmãs na Igreja.
No ato do perdão, cada um percebe, como o monge Clemens continua afirmando, que embora fossem pecadores, eles foram capazes de se elevar acima dos elementos básicos de suas próprias naturezas.
O autor reconta um texto medieval existente sobre a Igreja Católica, moralmente instrutivo, e equilibra os eventos por meio do narrador sarcástico e sua capacidade de ilustrar lucidamente os comportamentos mais absurdos, sem nenhuma opinião perceptível sobre como o leitor deve julgá-los. Este texto é basicamente a versão "fácil" e resumida da tetralogia de José. A "moral da história" é que os leitores são conscientizados das ideias do cristianismo medieval, e até mesmo moderno, de uma forma tão direta e "moderna" que sua reação, por mais variada que seja, é cada vez mais precisa e pode ensiná-los sobre temas "humanistas" comuns que ultrapassam a falsidade intencional do narrador.

## Interpretação
O tema central do romance é o incesto fatídico e inconsciente dos protagonistas. Neste mito, frequentemente chamado de Édipo cristão, o incesto se desenrola ao longo de duas gerações. Wiligis e Sibila se apaixonam por amor-próprio, e o filho resultante, Gregório, casa-se com a mãe dezessete anos depois. O segundo incesto também é repreensível e evitável, pois tanto o filho quanto a mãe (ver último capítulo) suspeitam da verdadeira identidade um do outro.
A comparação com Édipo se justifica, pois é justamente por meio da busca de Gregório por suas raízes que ele se reconecta com a mãe. No entanto, é justamente nesse ponto, em seu casamento com a própria mãe, que entra em cena o outro elemento principal do romance: a culpa. Culpa na forma de amor-próprio, que surge da baixa autoestima. Através de seu fascínio mútuo e desenfreado, mãe e filho jogam todas as reservas e cautelas ao vento.
Aliás, o autor já havia lidado com o incesto de dois irmãos que estavam convencidos desde cedo de sua singularidade compartilhada (O Sangue dos Walsungs), mas naquela época se concentravam subliminarmente em outros problemas.

## Estratégia formal do autor
O aninhamento remove o tópico altamente sensível da presença de Mann. Ele inventa o "espírito da narrativa" que aparece logo no início, ao qual devemos um narrador fictício, Clemente, o Irlandês, que agora finalmente tem permissão para contar a história. A descoberta do futuro papa na forma de uma marmota é um exemplo particularmente poderoso de ironia e escárnio.
Thomas Mann já havia usado um narrador fictício em seu romance anterior, Doutor Fausto.

## Recepção
De acordo com Hermann Hesse em uma carta de 8 de novembro de 1950 para Thomas Mann, ele escreveu: "A maioria dos leitores será capaz de perceber as ironias deste poema encantador, mas provavelmente nem todos serão capazes de reconhecer a seriedade e a piedade que estão por trás dessas ironias e lhes conferem sua verdadeira e sublime alegria."